# Green River (formație)
Green River a fost o formație americană de rock din Seattle, Washington.